# USS Gunston Hall (LSD-44)
USS Gunston Hall (LSD-44) — десантний транспорт-док класу «Відбі-Айленд» ВМС США. Він був другим кораблем ВМС, який отримав назву «Ґанстон-голл», за назвою маєтку Джорджа Мейсона, одного з відомих діячів Американської революції у  Вірджинії, і т.зв. «батька Біллю про права». Ґанстон-голл був закладений 26 травня 1986 року на суднобудівному заводі Ейвондейл, Новий Орлеан, штат Лос-Анджелес, спущений на воду 27 червня 1987 року, введений в експлуатацію 22 квітня 1989 року з портом приписки до військово-морської десантної бази Літтл-Крік.
В даний час Ґанстон-голл приписаний до Об’єднаної експедиційної бази Літл-Крік-Форт-Сторі, штат Вірджинія, і призначений до групи десантів 2 Атлантичного флоту.

## Історія корабля

### 1999 рік
14 квітня 1999 року Ґанстон-голл був у плаванні в складі морської десантної групи (ARG) разом з USS Kearsarge (KSG) та повернувся до Гемптон-Роудс 14 жовтня 1999 року після шестимісячної дислокації в Середземному морі. Іншими кораблями групи були KSG (LHD 3) та USS Ponce (LPD 15) (PON), з 26-м експедиційним підрозділом морської піхоти спеціальних операцій (26 MEU (SOC)) та 6-ю десантною ескадрою (PHIBRON). 15 квітня 1999 р. на Ґанстон-голл завантажено K Company 3/8 морської піхоти з їхніми штурмовими десантними автомобілями (AAV) у місті Моргед-Сіті, Північна Кароліна.
Після прибуття на місце призначення в Адріатичному морі для участі в операціях ALLIED FORCE та JOINT TASK FORCE (JTF) SHINING HOPE, ARG висадив морських піхотинців з 26 MEU (SOC) в Албанії для побудови табору для біженців, які рятувались від бойових дій у Косово. Матроси Ґанстон-голла провели попереднє обстеження пропонованих пляжів для висадки, щоб допомогти у виборі найкращих місць для десантування.
Коли сербська армія відійшла з Косово, ARG провела швидке виведення підрозділу 26 MEU (SOC) та провела швидкий транзит до Греції, щоб знову розмістити морську піхоту на березі. У Літохороні, Греція, було проведено непередбачену висадку з метою дислокації 26 MEU (SOC) для в'їзду в Косово по суші, щоб забезпечити первинну миротворчу присутність у регіоні, разом з іншими силами НАТО в операції JOINT GUARDIAN. 26 MEU (SOC) провели в країні 40 днів до того, як були укладені початкові військово-технічні угоди та прибули постійні сили підтримання безпеки. Кораблі ARG відплили до Салонік, Греція, щоб перевантажити морську піхоту і провели кулінарну програму "сталевий пляж", щоб відсвяткувати їх повернення. Насолодившись свободою в кількох середземноморських портах, команда ARG/MEU в черговий раз була залучена до дії, на цей раз для надання допомоги Туреччині в оперативному режимі AVID RESPONSE після руйнівного землетрусу. Матроси Ґанстон-голлу брали участь у будівництві наметового містечка для розміщення тисяч людей, які залишились без житла внаслідок землетрусу, а також у постачанні води та гуманітарних запасів до багатьох важкодоступних місць у країні.
Навіть після великого навантаження від участі в реальних подіях, Ґанстон-голл все ще брав участь у навчаннях ATLAS HINGE, щоб поліпшити взаємодію морських та десантних сил з туніськими силами.
Під час місії Ґанстон-голл та K Co подолали більше 15 тисяч миль та відвідали порти, такі як Сіракузи в Греції; Хайфа в Ізраїлі; Мармарис у Туреччині; Таорміна, Сицилія в Італії, Ібіца та Рота в Іспанії.

### 2006 рік
9 жовтня 2006 року в канадській пресі було оголошено, що в Галіфаксі, Нова Шотландія, Канада канадський флот на короткий час позичить 186-метровий десантний корабель і проведе з його використанням на канадській військовій базі в Галіфаксі на початку листопада 2006 року військові навчання. Близько 150 канадських солдатів з CFB Valcartier, разом зі своїми легкими броньованими машинами та позашляховиками, завантажуватимуться на судно та розпочнуть навчання висадки на берег з десантних кораблів у бойових машинах, подібно до того, як це робили війська під час Другої світової війни. Американські військові мали надавати наставництво та підтримку під час операції.

### 2008 рік
Під час наступної місії Ґанстон-голл був залучений до переслідування танкера Ґолден-Норі, викраденого сомалійськими піратами. Після кількох днів погоні Ґолден-Норі потрапив у кут у сомалійській бухті, де разом з першим кораблем його класу USS Whidbey Island (LSD-41) допомагав визволити заручників.
У липні 2008 року Ґанстон-голл пройшов модернізацію в Metro Machine Corp. в Норфолку, штат Вірджинія, що включало серйозні модернізації системи управління судном, локальної мережі та системи управління машинами, силових установок, HVAC, а також заміну суднових котлів та випаровувачів з повністю електричною системою обслуговування. Ремонт продовжив очікуваний термін служби корабля, теоретично, до 2038 року. Наступні морські випробування він завершив 21 травня 2009 р..

### 2010 рік
Ґанстон-голл був у плаванні у січні 2010 року в рамках рятувальних заходів після землетрусу на Гаїті 2010 року. 18 січня 2010 року він кинув якір біля бази військово-морського флоту Кіллік і розпочав надання допомоги.
У серпні 2010 року капітан корабля Фред Р. Вільгельм був звільнений від командування контр-адміралом Дейвом Томасом, командуючим Морськими надводними силами Атлантики, і переведений на адміністративні обов'язки на берег після того, як від членів екіпажу з'явилися звинувачення у сексуальних домаганнях та нападах. Вільгельма замінив капітан Марк Г. Сковілл. Виконавчий офіцер корабля Кевін Рафферті та колишній начальник командування Вейн Овінґс отримали судові позови за тим самим інцидентом.

### 2011 рік
У 2011 році Ґанстон-голл брав участь у навчаннях (A-SPS)-2011, під час двомісячного плавання в зоні відповідальності SOUTHCOM (AOR), з зупинками в Белізі, Колумбії, Гватемалі та на Ямайці. Цього разу на Ґанстон-голлі переміщалась і виконувала дії Оперативна група безпеки театру USMC (TSCTF), що складається з декількох підрозділів Корпусу морської піхоти та штатного складу 40-ї ескадри есмінців. Моряки та морські піхотинці провели злагодження з країнами-партнерами та роздавали подарунки нужденним дітям під час відвідування порту.

### 2015 рік
3 березня 2015 року на Ґанстон-голлі сталася пожежа на борту, коли судно проходило технічне обслуговування на верфі NASSCO/Earl Industries у Портсмуті, штат Вірджинія. Пожежна команда Портсмута відреагувала, і пожежа була ліквідована приблизно через 3 години.

### 2018 рік
Після завершення роботи комісії з інспекцій та обстежень (INSURV) у травні 18 червня 2018 року Ґанстон-голл відплив із Об’єднаної експедиційної бази Літл-Крік—Форт-Сторі для участі у морських навчаннях Southern Seas 2018 та UNITAS 2018. Судно здійснило кілька заходів у порти до військово-морської бази Мейпорт, штат Флорида, до військово-морської бази Ґвантанамо, Куба, Роатана, Гондурасу, Порт-оф-Спейн, Тринідаду і Тобаго, Санта-Марти, Колумбія та Картахени, Колумбія. Після короткого повернення до Little Creek – Fort Story, для поповнення та завантаження 22-го експедиційного підрозділу морської піхоти, він вирушив до Рейк'явіка, Ісландія, щоб разом з USS New York (LPD 21) та USS Iwo Jima (LHD-7) взяти участь у навчанні Trident Juncture 2018. Після заходу в порт Портсмута, Англія, корабель повернувся 4 грудня 2018 року.

### 2020 рік
У грудні 2020 року у звіті ВМС США перед Конгресом щодо річного перспективного плану будівництва морських суден було зазначено, що корабель планується вивести з експлуатації в резерв у 2023 році.

## Галерея

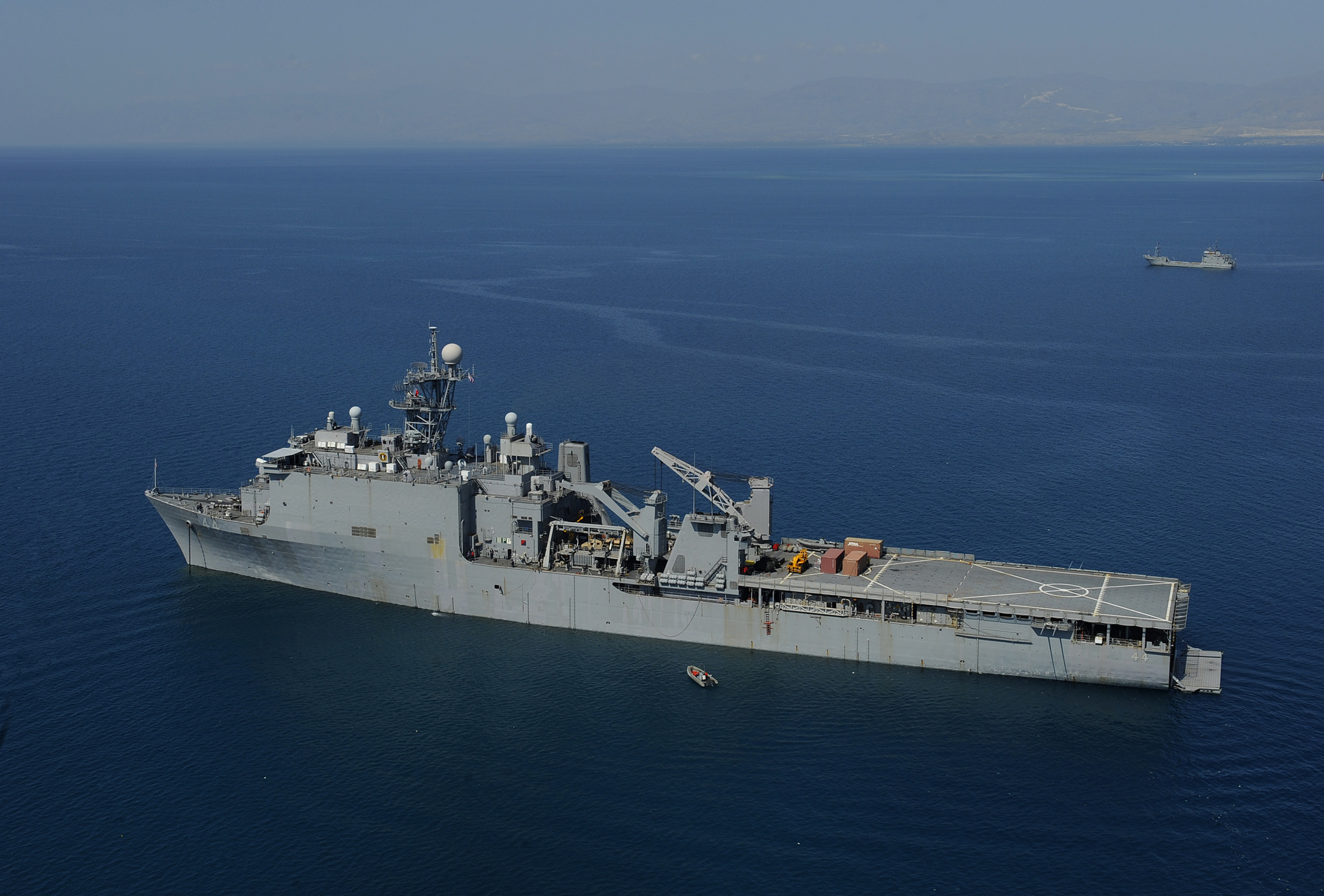
Ґанстон-голл біля узбережжя Гаїті під час операції «Об'єднане реагування» після землетрусу в Гаїті 2010 року
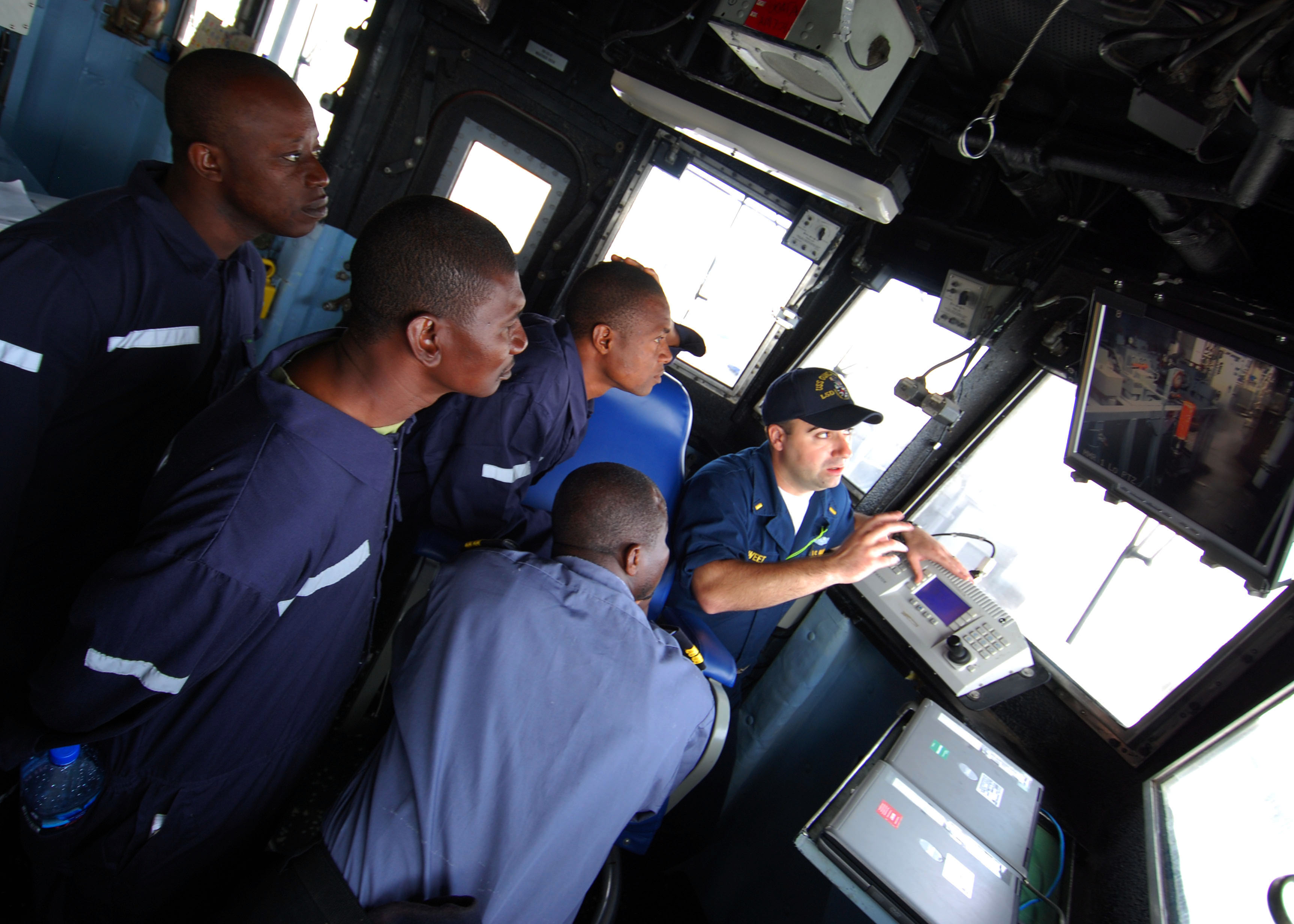
Прапорщик Метью Світ показує танзанійським та тоголезьким морякам монітор камери охорони корабля на борту Ґанстон-голлу, 12 квітня 2010
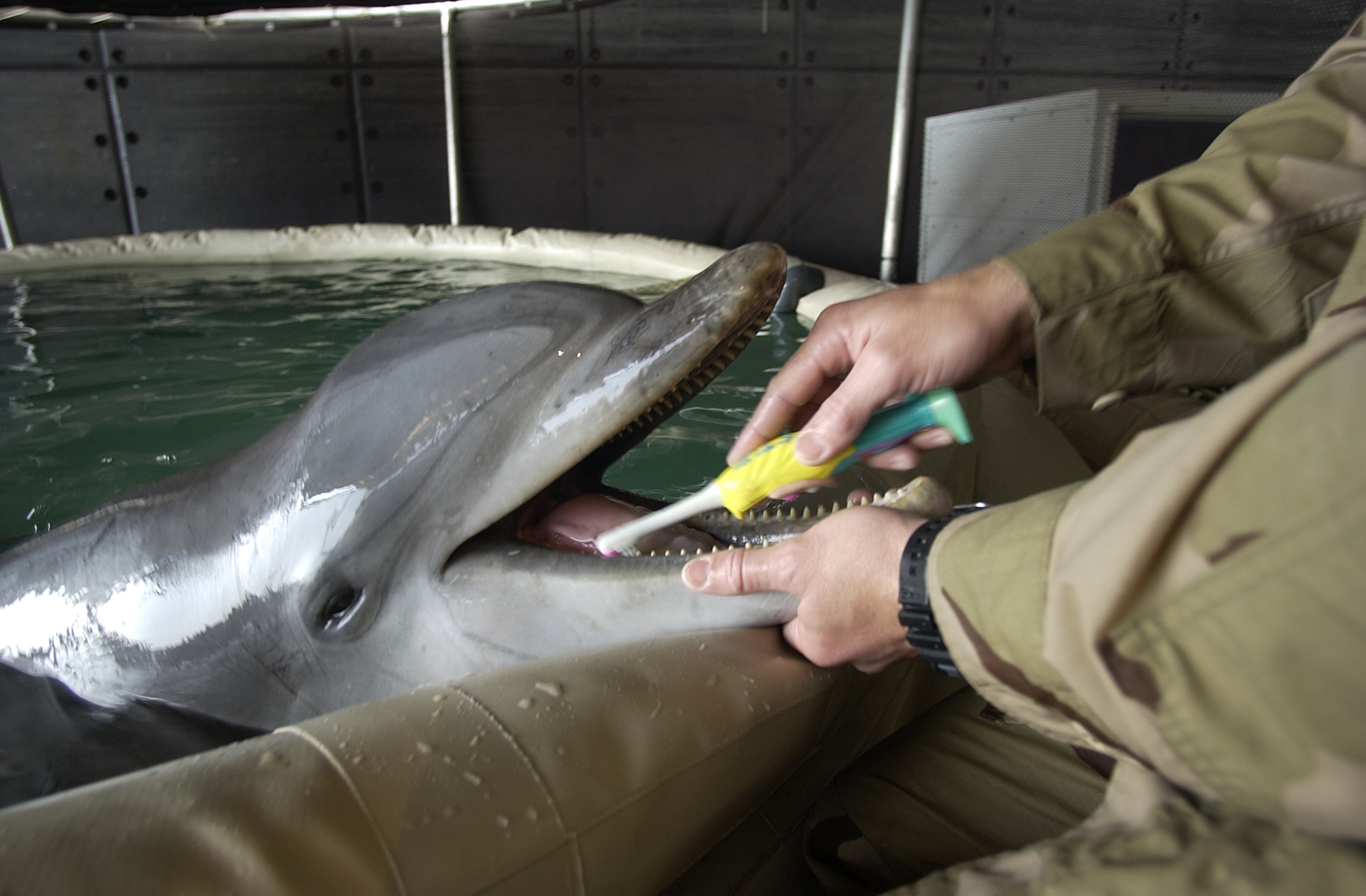
Стоматологічна допомога дельфінові з боку ВМС США.

## Зовнішні посилання
- USS Gunston Hall official website
- navsource.org: USS Gunston Hall [Архівовано 17 червня 2021 у Wayback Machine.]
- navysite.de: USS Gunston Hall [Архівовано 6 травня 2021 у Wayback Machine.]